# София Орлеанская
София Жозефина Луиза Мария-Иммакулата Габриэль Филиппина Генриетта (фр. Sophie Joséphine Louise Marie Immaculée Gabrielle Philippine Henriette; 19 октября 1898, Нёйи-сюр-Сен — 9 октября 1928, Шато-де-Туррон) — вторая дочь Эммануэля Орлеанского, герцога Вандома и его супруги Генриетты Бельгийской. София была названа в память о бабушке, Софии Шарлотте Августе, герцогине Баварской, Алансонской и Орлеанской, погибшей во время пожара на благотворительной ярмарке по случаю Всемирной выставки на улице Жана Гужона в Париже.
Через несколько дней после рождения у Софии случились спазмы, в результате которых она осталась инвалидом.
София Орлеанская скончалась в 1928 году, не дожив до 30 лет. Она похоронена в родовой усыпальнице Орлеанского дома в Дрё.